# Sathankulam
Sathankulam là một thị xã panchayat của quận Toothukudi thuộc bang Tamil Nadu, Ấn Độ.

## Nhân khẩu
Theo điều tra dân số năm 2001 của Ấn Độ, Sathankulam có dân số 14.205 người. Phái nam chiếm 49% tổng số dân và phái nữ chiếm 51%. Sathankulam có tỷ lệ 81% biết đọc biết viết, cao hơn tỷ lệ trung bình toàn quốc là 59,5%: tỷ lệ cho phái nam là 84%, và tỷ lệ cho phái nữ là 78%. Tại Sathankulam, 11% dân số nhỏ hơn 6 tuổi.